# Liste von Zwischenfällen mit der Fokker F28
Die Liste von Zwischenfällen mit der Fokker F28 zeigt eine Übersicht über Zwischenfälle mit Todesfolge oder Totalschaden von Flugzeugen des Typs Fokker F28 Fellowship.
Von 1972 bis Februar 2019 ereigneten sich 45 Totalverluste von F28. Bei 21 davon kam es zu 775 Todesopfern. Die Verlustrate des Flugzeuges betrug (bis zum Jahr 2017) 4,51 Totalverluste pro 1 Million Flüge.
Unter den seit 1960 außerhalb der Sowjetunion oder Gemeinschaft Unabhängiger Staaten konstruierten, strahlgetriebenen Verkehrsflugzeugen mit einem Höchstabfluggewicht von über 27.216 kg (60.000 lbs) hat die F28, nach der Concorde, die höchste Verlustrate. Beispiele:

## 1972 bis 1979
- Am 23. Dezember 1972 wurde eine F28-1000 der Braathens SAFE (heute SAS Norge) (Luftfahrzeugkennzeichen LN-SUY) beim Anflug auf den Flughafen Oslo-Fornebu in einen Berg geflogen (CFIT, Controlled flight into terrain). Bei dem Unfall wurden 40 der 45 Insassen getötet (alle 3 Besatzungsmitglieder und 37 Passagiere). Der Kapitän hatte während des Anflugs ein privates Funkgespräch mit dem Fluglotsen über Weihnachtsthemen geführt. Dabei geriet die Maschine mehr als 7 Kilometer vom Kurs ab und 500 Meter unter den Gleitpfad, bis sie schließlich 16 Kilometer westlich des Flughafens im Wald einschlug (siehe auch Braathens-S.A.F.E.-Flug 239).[3]

- Am 28. Dezember 1972 verunglückte eine F28-1000 der Iberia (EC-BVC) bei einem Trainingsflug auf dem Flughafen Bilbao. Nach einer Warnung über asymmetrisch ausgefahrene Landeklappen wurde eine Landung mit eingefahrenen Klappen durchgeführt, bei starkem Regen und Rückenwind. Außerdem wurde auch noch spät aufgesetzt, so dass die Maschine das Landebahnende überrollte und in holperiges Gelände geriet, wo sie in drei Stücke zerbrach. Alle vier Piloten (die einzigen Insassen) überlebten.[4]

- Am 1. Januar 1974 geriet eine F28-1000 der Itavia (I-TIDE) beim Anflug auf den Flughafen Turin zu tief, streifte 3,7 Kilometer südlich davon Bäume sowie ein Gebäude und stürzte in Rückenlage ab. Bei diesem CFIT (Controlled flight into terrain) wurden von den 42 Personen an Bord 38 getötet (siehe auch Aerolinee-Itavia-Flug 897).[5]

- Am 26. Januar 1974 kam es beim Start einer F28-1000 der Türk Hava Yollari (TC-JAO) am Flughafen Izmir zu einem schweren Unfall. In acht bis zehn Meter Höhe kam es zu einem Strömungsabriss, die Maschine drehte sich plötzlich nach links und stürzte 100 Meter von der Piste entfernt ab. Von den 73 Insassen kamen 66 ums Leben. Die Maschine sollte nach İstanbul-Atatürk fliegen. Unfallursachen waren zu starkes Rotieren (Anheben der Nase) und Raureif auf den Tragflächen (siehe auch Turkish-Airlines-Flug 301).[6]

- Am 30. Januar 1975 mussten die Piloten einer aus Izmir kommenden F28-1000 der Türk Hava Yollari (TC-JAP) ihren bereits eingeleiteten Landeanflug abbrechen, da auf dem Flughafen Istanbul-Yesilköy die Landebahnbefeuerung ausgefallen war. Nachdem diese wiederhergestellt wurde und die Besatzung um Landeerlaubnis bat, wies die Flugsicherung diese aufgrund des bevorstehenden Starts einer anderen Maschine an, eine verlängerte Warteschleife zu fliegen.[7] Als die Fluglotsen zehn Minuten später versuchten, Kontakt mit der Maschine aufzunehmen, erhielten sie keine Antwort, da die Piloten die Maschine 30 Kilometer westlich ins Wasser geflogen hatten (Controlled flight into terrain). Die Überreste der mit 38 Passagieren und vier Besatzungsmitgliedern besetzten Maschine wurden erst sieben Jahre später auf dem Grund des Marmarameeres lokalisiert (siehe auch Turkish-Airlines-Flug 345).[8]

- Am 9. April 1975 kam es beim Start einer F28-1000 der Itavia (I-TIDA) vom Flughafen Bergamo zu einem Strömungsabriss. Das Flugzeug sank auf die Startbahn zurück und blieb 200 Meter vor deren Ende liegen. Alle 31 Insassen überlebten den Unfall. Die Maschine wurde zum Totalschaden.[9]

- Am 24. September 1975 streifte eine aus Jakarta kommende Fokker F28-1000 der Garuda Indonesia (PK-GVC) mit dem Taufnamen Makahem, die gerade eine Platzrunde für den Landeanflug auf den Flughafen Palembang flog, bei Nebel mit Sichtweiten von 50 Metern einen Kokosnussbaum und stürzte vier Kilometer abseits des Flughafens ab. Es befanden sich 61 Personen an Bord. Die vierköpfige Besatzung und 21 der 57 Passagiere kamen ums Leben. Zudem wurde ein Mensch am Boden getötet (siehe auch Garuda-Indonesia-Flug 150).[10]

- Am 1. März 1978 kollidierte eine Fokker F28-1000 der Nigeria Airways (5N-ANA) im Landeanflug auf Kano in der Luft mit einem Kampfflugzeug MiG-21U der Nigerianischen Luftwaffe. Alle fünf Crewmitglieder, 11 Passagiere und die zwei Piloten des Kampfjets starben.[11]

- Am 6. März 1979 war eine Fokker F28-1000 der Garuda Indonesia (PK-GVP) mit dem Taufnamen Sambas von Denpasar zu einem Inlandsflug nach Surabaya gestartet. Der Flug sollte 30 Minuten dauern, es befanden sich außer den vier Besatzungsmitgliedern keine Personen an Bord. Nach 22 Minuten in der Luft flog die Maschine im Sinkflug in einer Höhe von 1900 Metern gegen den Vulkan Bromo. Niemand an Bord überlebte.[12]

- Am 11. Juli 1979 war eine Fokker F28-1000 der Garuda Indonesia (PK-GVE) mit dem Taufnamen Mamberano vom Palembang zu einem Inlandsflug nach Medan gestartet. Der Flug sollte 80 Minuten dauern, an Bord befanden sich 57 Passagiere und 4 Besatzungsmitglieder. Der Kapitän erklärte über Funk, er würde eine Flughöhe von 1800 Metern beibehalten. Einige Minuten später flog er die Maschine jedoch in einer Höhe von 1700 Metern gegen den 2212 Meter hohen Vulkan Sibayak. Niemand an Bord überlebte.[13]

- Am 23. Dezember 1979 wurde eine F28-1000 (TC-JAT) der Türk Hava Yollari auf dem Weg vom Flughafen Samsun nach Ankara mit insgesamt 41 Passagieren und 4 Besatzungsmitgliedern an Bord im Anflug gegen einen Hügel geflogen, 32 Kilometer nördlich des Zielflughafens Flughafen Ankara-Esenboğa beim Ort Kuyumcuköy. Der Anflug sollte mithilfe des Instrumentenlandesystems durchgeführt werden, jedoch kam das Flugzeug von der Anflugroute ab und wurde dabei zerstört. Von den insgesamt 45 Insassen kamen 41 ums Leben, darunter drei der vier Besatzungsmitglieder und 38 der 41 Fluggäste.[14]

## 1980 bis 1989
- Am 11. März 1981 rutschte eine Fokker F28-4000 Fellowship der Ghana Airways (Luftfahrzeugkennzeichen 9G-ACA) bei der Landung auf dem Flughafen Accra (Ghana) auf einem Trainingsflug seitlich halb von der Landebahn herunter. Die beiden Piloten, die einzigen Insassen, überlebten den Unfall. Das Flugzeug wurde irreparabel beschädigt.[15]

- Am 6. Oktober 1981 geriet eine Fokker F28-4000 der niederländischen NLM (PH-CHI) auf dem Flug von Rotterdam nach Eindhoven in einen Tornado und stürzte nach Abriss der rechten Tragfläche nahe Moerdijk ab. Alle 17 Personen an Bord starben (siehe auch NLM-Cityhopper-Flug 431).[16]

- Am 20. März 1982 überschoss eine Fokker F28-1000 der Garuda Indonesia (PK-GVK), die in Jakarta-Kemayoran gestartet war, bei der Landung auf dem Flughafen Bandar Lampung die Landebahn um 700 Meter und ging in Flammen auf. Alle 27 Menschen an Bord starben bei dem Unfall. Während der Landung hatte es stark geregnet.[17]

- Am 2. Juni 1983 gewann eine Fokker F28-3000RC der Garuda Indonesia (PK-GFV) mit dem Taufnamen Selegan, die einen Inlandsflug von Bandar Lampang nach Jakarta-Kemayoran durchführen sollte, nach dem Start kaum an Höhe und stürzte 138 Meter hinter der Startbahn ab. An Bord befanden sich 57 Passagiere und 4 Besatzungsmitglieder. Drei Menschen starben, darunter ein Passagier. Als Unfallursache wurde vermutet, dass die Checklisten vor dem Start nicht ordnungsgemäß abgearbeitet wurden, sodass die Auftriebshilfen nicht aktiviert waren.[18]

- Am 28. November 1983 wurde eine Fokker F28-2000 der Nigeria Airways (5N-ANF) auf einem Inlandsflug von Lagos nach Enugu drei Kilometer vor der Landebahn bei Nebel ins Gelände geflogen und fing Feuer. Das Gelände vor dem Flughafen war flach, die Piloten hatten es zunächst in 90 Metern Höhe überflogen, die Maschine dann jedoch in Landekonfiguration weiter absinken lassen. Beim Bodenkontakt wurden die Fahrwerke abgerissen, die Maschine schlitterte mit dem Rumpf über das Gelände und die Tragflächen brachen ab, woraufhin ein Feuer ausbrach. Zwei der sechs Crewmitglieder und 51 der 66 Passagiere kamen bei dem Unfall ums Leben.[19]

- Am 28. März 1985 befand sich eine Fokker F28-3000 der kolumbianischen SATENA (FAC-1140) auf einem Regionalflug, der vom Flughafen Eduardo Falla Solano mit mehreren Zwischenstopps zum Flughafen Florencia führen sollte. Wegen dichten Nebels und schlechter Sicht wurde der Zielflughafen vor Ankunft der Maschine aus Sicherheitsgründen gesperrt. Dessen ungeachtet versuchte die Besatzung, einen Anflug durchzuführen. Die Maschine wurde im Nebel 15 Kilometer vor dem Flughafen in die Seite eines Bergs geflogen. Alle 40 Passagiere und die 6 Besatzungsmitglieder kamen ums Leben (siehe auch Flugunfall einer Fokker F28 der SATENA).[20]

- Am 25. Oktober 1988 hob eine Fokker F28-1000 der Aeroperú (OB-R-1020) vom Flughafen Juliaca ab, gewann jedoch kaum an Höhe. Als anschließend sowohl das Fahrwerk als auch die Auftriebshilfen eingefahren wurden und gleichzeitig der Schub zurückgenommen wurde, blieb die Maschine wenige Meter über dem Boden in der Luft, ehe sie 1,8 Kilometer hinter der Startbahn auf eine Straße stürzte, die beidseitig von Gräben umgeben war. Anschließend schlitterte die Maschine 220 Meter weiter in ein Flussbett. An Bord der Maschine hatten sich 65 Passagiere und 4 Besatzungsmitglieder befunden. Bei dem Unfall kamen 12 Personen, darunter 11 Passagiere, ums Leben (siehe auch Aeroperú-Flug 772).[21]

- Am 10. März 1989 stürzte eine Fokker F28-1000 (C-FONF) der Air Ontario nahe dem Flughafen von Dryden, Ontario auf dem Weg von Thunder Bay nach Winnipeg über Dryden 49 Sekunden nach dem Abheben ab. Es kamen 21 von 65 Passagieren und 3 von 4 Besatzungsmitgliedern ums Leben. Aufgrund des defekten Hilfstriebwerks (APU) musste ein Motor am Boden laufen. Allerdings war hierbei die Enteisung verboten und unterblieb daher, was zum Absturz führte (siehe auch Air-Ontario-Flug 1363).

- Am 25. November 1989 kam es beim Start einer Fokker F28-4000 der Korean Air (HL7285) auf dem Flughafen Gimpo zu einem teilweisen Schubverlust. Die Piloten verloren die Kontrolle und brachen den Start ab, wobei die Maschine über das Landebahnende hinausschoss und so stark beschädigt wurde, dass sie als Totalschaden abgeschrieben werden musste. Alle 48 Insassen überlebten den Unfall.[22]

## 1990 bis 1999
- Am 22. März 1992 stürzte eine Fokker F28-4000 der USAir (Kennzeichen N485US) auf dem Flug nach Cleveland wegen vereister Tragflächen beim Start vom Flughafen New York-LaGuardia in die Flushing Bay. Von den 51 Personen an Bord starben 27 (siehe auch USAir-Flug 405).[23][24]

- Am 1. Juli 1993 wurde eine Fokker F28-3000 der Merpati Nusantara Airlines (PK-GFU), die vom Flughafen Pattimura gestartet war, im Landeanflug auf den Flughafen Sorong bei starkem Regen 900 Meter vor der Landebahn in einen felsigen Strandabschnitt geflogen (Controlled flight into terrain). An Bord befanden sich 39 Passagiere und 4 Besatzungsmitglieder. Nur zwei Passagiere überlebten den Unfall (siehe auch Merpati-Nusantara-Airlines-Flug 724).[25]

- Am 1. Juli 1994 ereignete sich der schwerste Unfall einer Maschine dieser Baureihe, als eine Fokker F28-4000 der Air Mauritanie (5T-CLF), die in Nouakchott gestartet war, bei der Landung in Tidjikja verunglückte. Die Maschine war zuvor in einen Sandsturm geraten, weshalb die Piloten mehrere Anflüge abbrechen mussten. Beim letzten Versuch setzte die Maschine hart auf der Landebahn auf, wodurch das Fahrwerk zusammenbrach. Die Fokker kam seitlich von der Piste ab und rutschte gegen einen herausragenden Felsbereich. Dabei ging die Maschine in Flammen auf. Von den 93 Menschen an Bord starben 80, darunter die gesamte Besatzung sowie 76 der 89 Passagiere (siehe auch Air-Mauritanie-Flug 625).[26]

- Am 12. Oktober 1994 verunglückte eine F28-1000 der Iran Aseman Airlines (EP-PAV) unterwegs von Isfahan nach Teheran-Mehrabad mit 59 Passagieren und sieben Besatzungsmitgliedern an Bord. Beide Triebwerke fielen 35 Minuten nach dem Start von Isfahan aus und das Flugzeug stürzte in der Nähe von Natanz ab. Alle 66 Personen kamen bei dem Unfall ums Leben (siehe auch Iran-Aseman-Airlines-Flug 746).[27]

- Am 30. November 1994 setzte eine Fokker F28-4000 der Merpati Nusantara Airlines (PK-GKU), die in Jakarta gestartet war, bei der Landung auf dem Flughafen Semarang bei starkem Regen spät auf, überrollte die Landebahn und stürzte in einen Graben, wobei der Rumpf in drei Teile auseinanderbrach. Alle 85 Menschen an Bord überlebten den Unfall.[28]

- Am 31. Mai 1995 verunglückte eine Fokker F28 (P2-ANB) der Air Niugini auf einem Flug von Lae nach Madang bei der Landung. Nach einem ersten, abgebrochenen Landeanflug setzte sie zu spät auf der Landebahn auf. Wegen Aquaplanings rutschte die Maschine in einen Graben. Die 39 Insassen kamen nicht zu Schaden, die Maschine musste jedoch als Totalverlust abgeschrieben werden.[29]

- Am 16. November 1997 verunglückte eine Fokker F28-1000 (P2-ANH) der Air Niugini auf einem Inlandsflug von Wewak nach Lae bei der Landung. Die Maschine kam von der Landebahn ab und rutschte in einen Graben. Die 41 Passagiere und 4 Besatzungsmitglieder blieben unverletzt, die Maschine musste als Totalverlust abgeschrieben werden.[30]

## 2000 bis 2009
- Am 18. Juli 2000 wurde eine Fokker F28-4000 der Iran Aseman Airlines (EP-PAU) bei der Landung in Ahwaz so schwer beschädigt, dass das Flugzeug abgeschrieben werden musste. In dichtem Nebel war die Maschine nach dem ersten Aufsetzen hochgesprungen, hatte neben der Landebahn wieder aufgesetzt und wurde trotzdem durchgestartet und erneut gelandet. Alle 88 Insassen überlebten.[31]

- Am 9. Januar 2003 flog eine Fokker F28-1000 der TANS Perú während des Anflugs auf Chachapoyas gegen den Berg Cerro Coloque. Alle 46 Insassen kamen bei dem Unfall ums Leben. Das Wrack der Maschine wurde von der Bergungsmannschaft zwei Tage nach dem Absturz gefunden. Die verunglückte Fokker war bis 1995 die Präsidentenmaschine der Peruanischen Regierung gewesen (siehe auch TANS-Perú-Flug 222).[32]

- Am 6. Juni 2009 setzte eine Fokker F28-4000 der Myanma Airways (XY-ADW) bei der Landung auf dem Flughafen von Sittwe (Myanmar) so hart auf, dass das rechte Hauptfahrwerk zusammenbrach. Die rechte Tragfläche berührte die Landebahn, woraufhin die Maschine nach rechts ausbrach und die Landebahn verließ. In der vom Flughafen Rangun kommenden Maschine wurden drei Menschen verletzt, darunter einer der Piloten. Aus den NOTAM-Informationen geht hervor, dass zu diesem Zeitpunkt am Flughafen sowohl die gesamte Landebahnbefeuerung als auch die Gleitwinkelanzeige defekt waren. Auch war die verfügbare Landebahnlänge offenbar mit 1340 Meter um etwa 500 Meter kürzer als vorher veröffentlicht. Alle 68 Insassen, 6 Besatzungsmitglieder und 62 Passagiere, überlebten. Das Flugzeug wurde irreparabel beschädigt.[33]